# Eva (opera)
Eva je nejznámější opera (Op. 50) o třech jednáních českého skladatele Josefa Bohuslava Foerstera na vlastní libreto podle hry spisovatelky Gabriely Preissové Gazdina roba z roku 1889. Poprvé byla provedena dne 1. ledna 1899 v Národním divadle v Praze.

## Vznik díla
Průlomové naturalistické drama Gabriely Preissové Gazdina roba zaujalo Josefa Bohuslava Foerstera již při své premiéře v pražském Národním divadle 7. listopadu 1889. Tehdy Foerster působil jako divadelní kritik Národních listů a napsal kritiku tohoto dramatu. Brzy poté začal pracovat s Jaroslavem Kvapilem na opeře na jiné, rovněž realistické téma (Debora), dlouho však přemýšlel rovněž o zhudebnění Evy. Později ve svých pamětech (Poutník v cizině) napsal: „Živost postav, přímočarost děje, dramatický konflikt a především postava Evy čistotou citovou uchvacující přímo vyzývaly k hudební interpretaci, jež musí býti zejména po stránce citové naplněním toho, co lze slovem jen naznačiti, ale nikdy vysloviti.“
V létě 1894 jel Foerster se svým bratrem Viktorem na Slovácko, aby poznal život tamního lidu. Účastnil se mimo jiné lidové svatby ve Velké nad Veličkou a slovácké „tklivé písně ho uchvacovaly“ (na hudebním materiálu budoucí opery však stopu nezanechaly). Na základě svých zážitků vytvořil Tragickou ouverturu op. 67 a první skici k Evě. Definitivně se k námětu vrátil v roce 1895, již v době svého působení v Hamburku, kde prý v jednom hodináři nalezl inspiraci pro postavu Samka.
O úpravu Preissové prozaického textu na básnické libreto požádal opět Jaroslava Kvapila, ale když ten se k práci neměl, začal Foerster upravovat text sám: především jej zkrátil, odstranil většinu folklorismů a převedl do veršované podoby. Libreto sepsal v květnu a červnu roku 1895, hudební skicu napsal mezi srpnem 1895 a říjnem 1896, následovala etapa instrumentace. Mezitím (16. listopadu 1896) vypsalo družstvo Národního divadla soutěž o českou tragickou operu a Foersterovi se podařilo operu zcela dokončit do konce dubna 1897, uzávěrky soutěže. Vážnými soupeři přihlášenými do konkurzu byli Zdeněk Fibich se Šárkou a Karel Kovařovic s Psohlavci, který nakonec zvítězil. I Šárka a Eva byly brzy uvedeny a shodou okolností se všechny tři opery staly z děl svých autorů nejúspěšnějšími. Eva měla premiéru na Nový rok 1899.

## Charakteristika díla
Foersterova Eva je první tragickou operou z prostředí české vesnice, které bylo do té doby v českém hudebním divadle představováno jen v rozmarném duchu Prodané nevěsty. Skladatel již v Deboře využil realistický příběh, ale ten sám o sobě nebyl hlavním předmětem jeho zájmu; ten patřil mravnímu poselství a realistický základ spíše zevšeobecňoval a stylizoval do formy symbolu. V tomto duchu provedl i úpravy hry Preissové na libreto s cílem „vyzdvihnouti základní linie, akcentovati lyrické a dramatické momenty, zachytiti jednotlivé postavy a děje v jich psychologické pravdivosti, konečně vypustiti veškeré figury vedlejší“. Až na některé výrazy (gazda, roba, krajčírka…) odstranil z prózy Preissové dialekt. Důvodem bylo jednak to, že si již v činoherní podobě povšiml úskalí, které znamenalo zvládání nářečí hercům zcela cizího, a že jej sám neovládal tak, aby mohl provést nutné změny textu. Prostá próza a dialekt navíc neodpovídaly jeho představě o „hudbě jako odrazu ráje na zemi“, k tomu byl nutný ušlechtilý a básnivý jazyk a verše. Zveršování bylo také nutné kvůli periodickému rázu Foersterových melodií, který vyžadoval pravidelný rytmus zpívaného slova. Výsledkem byl proto jazyk – zejména pro vesnické prostředí – značně strojený, obdobný poezii lumírovců. Zásahy do hlavního děje byly spíše drobné, významné je, že v opeře oproti divadelní hře Evino dítě zemře. Ponechán byl výrazný motiv sociální, přestože těžiště příběhu se přeneslo do psychologického světa postav; výrazem toho je i změna názvu hry ze společenského postavení („Gazdina roba“) na individuální „Eva“. Naopak až na drobný náznak byl potlačen motiv nevraživosti náboženské, a to i za cenu určitého zatemnění děje: Evina víra v možnost rozvodu je ve hře spojena s přestupem Mánka od katolictví k luteránství, v opeře je bez tohoto zdůvodnění nerozumná a bláhová. Zredukovány byly co do obsahu i významy scény národopisné (posvícení, dožínky).
Hlavní Foersterovu pozornost od počátku poutala titulní postava Evy, nikoli prosté vesnické dívky, ale ušlechtilé ženy, která jde rozhodně za svým životním štěstím bez společenských předsudků; je jakýmsi ztělesněním touhy po lepším životě. Její postava stojí jednoznačně ve středu děje, ostatní se k ní jen vztahují; je to „žena záhadné a vznešené duše“, jež „zvedá se nad ostatní postavy do osamělých výšin“. Jejím skutečným protihráčem je další žena, Mešjanovka. Zatímco v prvních výstupech má rychlý a poněkud komický motiv, v posledním jednání se její charakterizace prohlubuje o stránku matky, která, přestože volí způsoby, jež jí nezískají divákovy sympatie, nakonec má stále na mysli blaho svého syna – hudebně vyjádřeno přechází do kantilény. Dějově slabšími a pasivními postavami jsou Mánek, jehož hlas se v milostných scénách vášnivě lyricky rozezpívá, jinak však zaniká, a Samek, jehož hudba vyjadřuje především dobrotu, oddanost a soucit.
Z Foersterových oper pouze Eva končí tragicky, avšak v souladu s jeho přesvědčením, že hudba není schopna vyjádření negativních citů, není smrt hlavní hrdinky katastrofou a Eva nepáchá sebevraždu ze zoufalství. Naopak její smrt je katarzí, očištěním, a Eva umírá s viděním ráje. Právě toto finále, polyfonicky vystavené a hudebně gradované v pěti stupních, je považováno za hudebně nejcennější část opery.
V kontrastu k až naturalistickému příběhu je hudba „poněkud akademická“; dramatické konflikty jsou spíše uhlazeny a odehrávají se pod povrchem, v nitru postav, jejichž vnější dramatické činy jsou napohled prosté. Strukturálně jde o operu dělenou do uzavřených čísel povětšinou lyrického rázu, ale s plynulejšími a otevřenějšími přechody. Hlavní postavy mají své příznačné motivy, které jsou často variovány a prolínají se v polyfonických formách; Evin je přitom nejvýraznější a určující pro atmosféru celé opery. Písně (Zuzčina a Rubačova), sbory a tance evokují lidové prostředí, ale nejsou nijak zaměřené na „lokální kolorit“ konkrétně slovácký a navíc doléhají „jako ozvěnou“ a „nevyhnou se vždy banalitě“. Typická pro Foerstera je volná polyfonie (zejména ve všech třech předehrách a ve finále), bohatá harmonie a orchestrální barva, která často výrazem a účinností převládá nad zpěvem.
Eva má pro vývoj české opery značný význam. Znamená další etapu v rozvoji tradice opery smetanovské a dvořákovské, ke které se Foerster hlásil. Anna Hostomská považuje Evu za „nejpokrokovější dílo po Nevěstě messinské, Ladislav Šíp za „jeden z vrcholů a jedno z finálních děl klasického období české opery“. V řadě ohledů je protikladem toho, jak k velmi podobnému tématu přistoupil o málo později Leoš Janáček v Její pastorkyni. Ve světovém kontextu se řadí spíše k lyrickým dramatům Julese Masseneta, zatímco Janáčkova opera má blíže k verismu.

## Inscenační historie opery
Eva byla vždy nejúspěšnější Foersterovou operou a od premiéry až do 60. let 20. století patřila ke standardnímu repertoáru českých operních scén. Pražské Národní divadlo ji od premiéry mělo na repertoáru téměř nepřetržitě (inscenace v letech 1904, 1910, 1917, 1926, 1939, 1943, 1945, 1949) až do roku 1965. Poslední inscenaci uvedlo roku 1981. Eva se zde hrála naposledy 29. prosince 1984. Dosáhla zde 263 představení, častěji se z českých oper hrála jen díla Bedřicha Smetany, Antonína Dvořáka a Leoše Janáčka, Blodkova V studni, Fibichova Šárka a Kovařovicovi Psohlavci – poslední dvě shodou okolností soupeři Evy v konkurzu z roku 1897.
Podobně často se za života skladatele hrála i v jiných českých divadlech (Národní (Zemské) divadlo v Brně: 1905, 1910, 1922, 1925, 1931, 1939, 1949; Národní divadlo moravskoslezské v Ostravě: 1925, 1938, 1944, 1946, 1950, 1956, Městské divadlo v Olomouci: 1923, Městské divadlo v Plzni: 1930, 1934, 1940). Po druhé světové válce se hrála v Opavě (1949 a 1966), Liberci (1948 a 1971), Plzni (1955) a Olomouci (1971), jakož i v brněnské Komorní opeře (1976). Nejnovější inscenaci v režii Lindy Keprtové uvádělo Divadlo F. X. Šaldy v Liberci, premiéra se konala 26. září 2014, derniéra proběhla 25. 4. 2016.

Na Slovensku Evu uvedlo několikrát Slovenské národní divadlo v Bratislavě, a to již brzy po svém vzniku roku 1921 (premiéra 21. března), poté roku 1928 a naposledy v období Slovenského státu v roce 1941 (premiéra 8. února). V poválečné době ji uvedlo Divadlo Jozefa Gregora Tajovského v Banské Bystrici (premiéra 23. ledna 1960 a později 18. října 2019).
Jako jediná Foersterova opera se Eva dostala i do zahraničí. Roku 1915 byla uvedena ve vídeňské Lidové opeře (Volksoper), avšak pod názvem Marja, aby ji obecenstvo nezaměňovalo se současně uváděnou operetou Franze Lehára. V roce 1923 pak byla uvedena v německém Freiburgu a o dva roky později ve slovinské Lublani, kde byl tehdy šéfem opery český dirigent Antonín Balatka. Dosud poslední zahraniční inscenaci Evy uvedl roku 2004 Operní festival ve Wexfordu.

## Osoby a první obsazení
| osoba                                                                        | hlasový obor | premiéra (1.1.1899) |
| ---------------------------------------------------------------------------- | ------------ | ------------------- |
| Eva, švadlena                                                                | soprán       | Růžena Maturová     |
| Mánek                                                                        | tenor        | Bohumil Pták        |
| Mešjanovka, selka, jeho matka                                                | alt          | Marie Klánová       |
| Samek, kožišník                                                              | baryton      | Bohumil Benoni      |
| Zuzka                                                                        | mezzosoprán  | Anna Kettnerová     |
| Rubač, dělník                                                                | bas          | Václav Kliment      |
| Hoši a děvčata, hudebníci                                                    |              |                     |
| Dirigent: Adolf Čech, režisér: Adolf Krössing, choreografie: Augustin Berger |              |                     |

## Děj opery

### 1. dějství
(Náves slovenské dědiny, k večeru) Mládež se vesele baví v hospodě, před ní na lavičce sedí chromý kožišník Samko. Z krčmy vyběhnou Eva a Mánek. Eva se zlobí, že se Mánek nechal zvolit na slavnosti stárkem, a to znamená, že musí celý večer tančit se stárkou – Maryšou z bohatého statku. Tuto volbu nepochybně nastražila Mešjanovka, Mánkova matka, která chce zabránit vztahu svého syna s chudou švadlenou („krejčířkou“) Evou. Eva vyčítá Mánkovi nerozhodnost a povolnost matce, Mánek ji ujišťuje o své lásce (duet Ty utrápíš mne, Evo). Eva má špatnou, tesknou náladu, nechce se vrátit do sálu. Mánek tedy raději odchází domů.
Eva se dává do hovoru se Samkem. Samko si stýská na svůj úděl mrzáka. Eva ho utěšuje: je přece hodný člověk, mistr svého řemesla, statek má bez dluhů, jistě by našel nevěstu. Ale Samko má prý jen jedinou rád, a na tu si nemůže myslit. – Chasa z hospody hledá svého stárka, nalézají jej doma a odvádějí ho zpět k muzice. Za ním vychází jeho matka, a když uvidí Evu, upomíná ji, aby si na Mánka ani na jeho statek nemyslela (árie Dobře, že jdeš, poběhlice). Samko se Evy zastane. Eva tropí nespravedlivými urážkami a rozhoduje se: nechce Mánka za manžela ani Mešjanovku za tchyni. Povzbuzen tím jí Samko vyznává lásku (árie Jak jsi divná!... Květ, jenž z trávy na mne kývá). Eva náhle činí osudovou volbu: stane se Samkovou ženou. Samko je nadšen a kreslí si šťastnou budoucnost (duet Evo, pravdu jsi mi děla?... Vidím již svou chatku prostou), ale pravý výraz svého štěstí nalézá teprve tehdy, když od něj Eva s přáním dobré noci odejde (árie Samka Koho by neoslnil ten náhlý obrat?... Když sám jsem toužil). Zato Evě se staví srdce nad ztracenou láskou, ač je odhodlána být Samkovi dobrou ženou (árie Noc se již snesla… Ó vy lidé závistiví). Vrací se Mánek a hledá Evu. Postavil se matce a nechce ošklivou Maryšu, k sňatku s Evou však stěží získá matčin souhlas… Eva jeho neurčité sliby tvrdě a ironicky odmítá: Mánek si nemusí dělat starosti, ona již je zadána (duet Evuško, pomoz ty).

### 2. dějství
(Světnice v Samkově chalupě) Uplynulo několik let. Evino manželství je nešťastné. Její dcerka zemřela a ona klade vinu Samkovi, který odmítl přivolat doktora, Mánek se oženil s Maryšou a mají děti. – Služebná Zuzka poklízí světnici a zpívá si (píseň Letěl ptáček, letěl). Samko se ptá po Evě, ta je však na hřbitově u hrobu svého dítěte, kde nyní tráví hodně času. Mánek se kolem ní stále točí. Když se Eva vrátí, zastaví se mlčky o osiřelé kolébky (tercet Tak smutná, bledá vždy se vrací).
Přichází Mešjanova pod záminkou, že si chce u Samka objednat nový kožich, ale ve skutečnosti chce Evu podráždit vychvalováním svého rodinného štěstí (árie Dej vám Pán Bůh dobrý večer). Eva ji krátce odbude a manželovi vyčítá, že se jí nezastane. Tvrdě rovněž odmítá Samkovy výčitky, že se vídá s Mánkem a tancovala s ním u muziky. Samko odchází k sousedovi, Eva nereaguje na jeho loučení. Když jí Zuzka naznačuje, že by se k muži měla chovat mírněji, Eva přiznává, že od smrti svého dítěte cítí k Samkovi jen odpor (árie Vše, co mne blažilo, života cena). Mánek prý ji ujišťoval, že ji miluje, a dnes v devět hodin ji má navštívit. Zuzka je tím zděšena a má neblahou předtuchu. A již je Mánek tady, Eva ho pustí dovnitř a společně vzpomínají na čas jejich lásky… Ale Mánek má novinu: uzavřel gazdovskou smlouvu na statek v Rakousích a chce, aby Eva odešla s ním (duet Evuško, čekáš? Zda vstoupit smím?... Evuško, duše má, jak ti mám říci). Doufá, že dosáhne rozvodu a pak se budou moci vzít.
Vrací se Samko. Mánek se rychle vytratí, ale Eva žárlivému manželovi tajné dostaveníčko nehodlá zatajovat. Samko se po ní napřáhne holí, pak se dá do pláče a odchází se modlit. Eva se rozhoduje ještě dnes odejít s Mánkem. Samko si uvědomuje, že je opět a navždy sám.

### 3. dějství
(Dvorec v Rakousích na břehu Dunaje) Na statku, jejž obhospodařují Mánek s Evou, skončily žně. Ženci a žnečky tancují sousedskou a zpívají (sbor Vodu, vodu, nechci já ji). Vzdávají hold gazdovi a ten jim děkuje a propouští je. Zuzka uklízí nádobí. Podnapilý dělník Rubač se připotácí a žádá po ní ještě pití (Rubačova pijácká píseň Tu si sednu jako pán). Zuzka odmítá a hrozí, že na něho povolá gazdinou, aby zjednala pořádek. Ale Rubač Evu urazí: jakápak je to gazdina – je to „po živém muži vdova“, roba. Eva to zaslechne. Rubače s klidem a stroze vykazuje, ale o samotě ji pronásleduje pocit hanby a hříchu. Mánek se ji pokouší rozveselit a ukazuje jí, jak se jin vede práce. Evu tíží vlastní svědomí i lidské pomluvy, přesto však věří, že jejich láska vše překoná (duet Má duše, pojď… Přitul se blíž, svou dej mi ruku). Eva Mánkovi vypráví sen: Zdálo se jí, že se ocitla v Samkově domku a potkala tam své rodiče. Ptala se, jak se tam ocitli, ale nic neřekli a matka jen povzdychla. Na to se jí zjevilo její dítě, které ji volalo za sebou (árie Dnes v noci zlý mne zlekal sen).
Zuzka ohlašuje, že nenadále přijela Mešjanovka. Eva se jí chce postavit spolu s Mánkem, ale na jeho naléhání odejde. Mešjanovka vchází. Dozvěděla se, že Mánek zde žije s Evou. Vyčítá mu to a prosí jménem jeho ženy a dětí, aby se k nim vrátil (árie Ó, má stará, bědná hlava). Eva zpovzdálí sleduje, jak Mánek není schopen matce odporovat (tercet Co ztajit nelze, proč váhám říci?). Nakonec přesto řekne jasně, že neustoupí a vezme si Evu za ženu. Matka mu předá dopis „z města“, a vidouc jeho leknutí, vzdálí se. Eva se vrací a dozvídá se od Mánka, že úřady jejich sňatek nikdy neuznají. Mánek se ji snaží utěšit: nelze-li jejich vztah úředně potvrdit, musí se s tím smířit, jejich láska zůstává a to je hlavní (duet Ty jsi zblednul v tváři… Též já snil jsem o tom štěstí). Mánek Evu prosí, aby důvěřovala, a běží upokojit matku.
Eva o samotě propadá zoufalství. Modlí se a prosí Boha o odpuštění. Pak se jí zdá, že slyší hlasy otce, matky i své dcerky, kteří ji zvou k sobě, ba že vidí otevřenou bránu nebes a zástupy andělů, a se slovy „já vidím ráj!“ se vrhá do Dunaje (závěrečná scén Evy Sama jsem a opuštěna… Lituji viny… Hlas otcův slyším… Hle, tmu již světlo zářeplné stíhá). Mánek i přibíhající lidé již nedokáží její smrti zabránit.

## Nahrávky
- 1948 (nahrávka Československého rozhlasu v Praze, dosud nevydaná) Zpívají: (Eva) Ludmila Červinková, (Mánek) Beno Blachut, (Mešjanovka) Marta Krásová, (Samko) Stanislav Muž, (Rubač) Vladimír Jedenáctík, (Zuzka) Ludmila Hanzalíková. Pěvecký sbor Československého rozhlasu v Praze a Symfonický orchestr pražského rozhlasu řídí Karel Nedbal.[25]
- 1964 (nahrávka Československého rozhlasu v Praze, rekonstruována 2001, dosud nevydaná) Zpívají: (Eva) Milada Šubrtová, (Mánek) Beno Blachut, (Mešjanovka) Milada Čadikovičová, (Samko) Jindřich Jindrák, (Rubač) Dalibor Jedlička, (Zuzka) Sylvia Kodetová. Pěvecký sbor Československého rozhlasu v Praze a Pražský rozhlasový orchestr řídí Jan Hus Tichý.[26]
- 1982 (nahrávka Československého rozhlasu v Praze, vydal Supraphon roku 1996, SU 3001-2 612) Zpívají: (Eva) Eva Děpoltová, (Mánek) Leo Marian Vodička, (Mešjanovka) Anna Baarová, (Samko) Jaroslav Souček, (Rubač) Karel Petr, (Zuzka) Libuše Márová. Pěvecký sbor Československého rozhlasu v Praze a Symfonický orchestr pražského rozhlasu řídí František Vajnar.[27]
- 2004 (živá nahrávka z Operního festivalu ve Wexfordu, vydal Marco Polo roku 2005, 8.225308-09) Zpívají: (Eva) Iveta Jiříková, (Mánek) Konstantyn Andrejev, (Mešjanovka) Denisa Hamarová, (Samko) Igor Tarasov, (Rubač) Roland Davitt, (Zuzka) Elizabeth Batton. Wexford Festival Opera Chorus řídí Lubomír Mátl, Krakovskou filharmonii diriguje Jaroslav Kyzlink.

Vedle toho vydal původně rozhlasové nahrávky čtyř úryvků z opery Radioservis, a.s., roku 2009, tedy v roce 150. výročí skladatelova narození, na CD Josef Bohuslav Foerster: Scény z oper (CR0461-2). Jsou to předehra v podání Symfonického orchestru Československého rozhlasu řízeného Slavomírem Spoustou z roku 1976, árii Samka z 1. dějství Koho by neoslnil ten náhlý obrat v podání Jindřicha Jindráka ze zmíněné celkové nahrávky z roku 1964, duet Evy a Mánka z 2. dějství Evuško, čekáš, zda vstoupit smím? v podání Jiřího Zahradníčka a Marcely Machotkové z roku 1974 a závěrečná árie Evy Sama jsem a opuštěna v podání Marcely Machotkové z roku 1976. Řada českých operních pěvců nahrála úryvky z Evy, které lze najít např. na vydaných recitálech Milady Šubrtové (Supraphon 1999, SU 3406-2 211) nebo Jaroslava Součka (Radioservis 2006, CR 0342-2611).
První televizní inscenace opery se datuje již z roku 1957. Zkrácenou verzi opery (68 minut) podle scénáře M. Rysplerové natočil roku 1974 pro Československou televizi režisér Zdeněk Kubeček.